# Copa de la Liga de Francia 2007-08
La edición 2007-2008 de la Copa de la Liga de Francia se jugó entre el 14 de agosto de 2007 hasta el día de la final, el 29 de marzo de 2008 en el Stade de France. Los campeones defensores eran Girondins de Burdeos. El campeón de esta edición es Paris Saint-Germain, que venció en la final a Lens 2-1, obteniendo la corona y un cupo en la Copa de la UEFA 2008-09.

## Resultados

### Primera fase
- 24 de agosto de 2007

| Local       | Resultado     | Visitante  |
| ----------- | ------------- | ---------- |
| FC Istres   | 0-4           | Laval      |
| FC Libourne | 1-2           | FC Sète    |
| US Créteil  | 0-3           | Clermont   |
| Tours FC    | 1-2           | Niort      |
| US Boulogne | 0-0 (4-3 pen) | Angers SCO |

### Segunda fase
- 28 de agosto de 2007

| Local           | Resultado     | Visitante         |
| --------------- | ------------- | ----------------- |
| FC Nantes       | 1-0           | Sedan             |
| Le Havre        | 2-0           | Châteauroux       |
| Montpellier HSC | 1-1 (4-2 pen) | Dijon FCO         |
| Troyes AC       | 2-0           | FC Gueugnon       |
| Amiens SC       | 1-1 (3-2 pen) | Guingamp          |
| AC Ajaccio      | 1-2           | Clermont Foot     |
| US Boulogne     | 2-0           | Stade Reims       |
| Niort           | 1-0           | Grenoble Foot 38  |
| FC Sète         | 2-2 (5-6 pen) | Stade Brestois 29 |
| Stade Laval     | 3-1           | SC Bastia         |

### Tercera fase
- 25 de septiembre de 2007

| Local             | Resultado  | Visitante       |
| ----------------- | ---------- | --------------- |
| AS Nancy          | 3-0        | US Boulogne     |
| Stade Brestois 29 | 1-2 (t.e.) | Montpellier HSC |
| Niort             | 3-2 (t.e.) | Le Havre        |
| AJ Auxerre        | 1-0 (t.e.) | Saint-Étienne   |

- 26 de septiembre de 2007

| Local                | Resultado     | Visitante           |
| -------------------- | ------------- | ------------------- |
| RC Lens              | 1-0           | Lille OSC           |
| Clermont Foot        | 0-1 (t.e.)    | Stade Rennais       |
| FC Lorient           | 0-3           | Paris Saint-Germain |
| Valenciennes FC      | 2-1           | FC Sochaux          |
| Stade Laval          | 0-1           | Le Mans             |
| Girondins de Burdeos | 1-2           | FC Metz             |
| Toulouse FC          | 3-3 (2-4 pen) | SM Caen             |
| Troyes AC            | 0-1           | OGC Niza            |
| Racing Estrasburgo   | 0-2           | Amiens SC           |

- 27 de septiembre de 2007

| Local     | Resultado | Visitante |
| --------- | --------- | --------- |
| FC Nantes | 2-3       | AS Mónaco |

### Octavos de final
- 30 de octubre de 2007

| Local               | Resultado     | Visitante |
| ------------------- | ------------- | --------- |
| AS Nancy            | 1-0           | Amiens SC |
| AJ Auxerre          | 6-2 (t.e.)    | OGC Niza  |
| Olympique Marseille | 2-2 (5-4 pen) | FC Metz   |

- 31 de octubre de 2007

| Local               | Resultado | Visitante          |
| ------------------- | --------- | ------------------ |
| AS Mónaco           | 1-2       | RC Lens            |
| Stade Rennais       | 0-2       | Valenciennes FC    |
| Paris Saint-Germain | 2-0       | Montpellier HSC    |
| SM Caen             | 1-3       | Olympique Lyonnais |

- 1 de noviembre de 2007

| Local | Resultado | Visitante |
| ----- | --------- | --------- |
| Niort | 0-3       | Le Mans   |

### Fase final
|  | Cuartos de final    | Cuartos de final |                     |            | Semifinales        | Semifinales        |  |         | Final       | Final       |  |
|  | 16 de enero         | 16 de enero      |                     |            | 26 y 27 de febrero | 26 y 27 de febrero |  |         | 29 de marzo | 29 de marzo |  |
|  |                     |                  |                     |            |                    |                    |  |         |             |             |  |
|  |                     |                  |                     |            |                    |                    |  |         |             |             |  |
|  | Le Mans             | 1                |                     |            |                    |                    |  |         |             |             |  |
|  | Le Mans             | 1                |                     |            |                    |                    |  |         |             |             |  |
|  | Olympique Lyonnais  | 0                |                     |            |                    |                    |  |         |             |             |  |
|  | Olympique Lyonnais  | 0                |                     | Le Mans    | 4                  |                    |  |         |             |             |  |
|  |                     |                  |                     | Le Mans    | 4                  |                    |  |         |             |             |  |
|  |                     |                  | RC Lens             | 5          |                    |                    |  |         |             |             |  |
|  | RC Lens             | 3                | RC Lens             | 5          |                    |                    |  |         |             |             |  |
|  | RC Lens             | 3                |                     |            |                    |                    |  |         |             |             |  |
|  | AS Nancy            | 0                |                     |            |                    |                    |  |         |             |             |  |
|  | AS Nancy            | 0                |                     |            |                    |                    |  | RC Lens | 1           |             |  |
|  |                     |                  |                     |            |                    |                    |  | RC Lens | 1           |             |  |
|  |                     |                  | Paris Saint-Germain | 2          |                    |                    |  |         |             |             |  |
|  | AJ Auxerre          | 1                | Paris Saint-Germain | 2          |                    |                    |  |         |             |             |  |
|  | AJ Auxerre          | 1                |                     |            |                    |                    |  |         |             |             |  |
|  | Olympique Marseille | 0                |                     |            |                    |                    |  |         |             |             |  |
|  | Olympique Marseille | 0                |                     | AJ Auxerre | 2                  |                    |  |         |             |             |  |
|  |                     |                  |                     | AJ Auxerre | 2                  |                    |  |         |             |             |  |
|  |                     |                  | Paris Saint-Germain | 3          |                    |                    |  |         |             |             |  |
|  | Paris Saint-Germain | 4                | Paris Saint-Germain | 3          |                    |                    |  |         |             |             |  |
|  | Paris Saint-Germain | 4                |                     |            |                    |                    |  |         |             |             |  |
|  | Valenciennes FC     | 0                |                     |            |                    |                    |  |         |             |             |  |
|  | Valenciennes FC     | 0                |                     |            |                    |                    |  |         |             |             |  |
|  |                     |                  |                     |            |                    |                    |  |         |             |             |  |

#### Cuartos de final
| 16 de enero de 2008 | Le Mans    | 1:0 (1:0) | Olympique Lyonnais | Stade Léon-Bollée, Le Mans                               |                                                          |
|                     | Matsui 29' |           |                    | Asistencia: 8.000 espectadores Árbitro(s): Fredy Faturel | Asistencia: 8.000 espectadores Árbitro(s): Fredy Faturel |

| 16 de enero de 2008 | RC Lens                                 | 3:0 (1:0) | AS Nancy | Stade Félix Bollaert, Lens                                  |                                                             |
|                     | Demont 16' Maoulida 44' Monterrubio 58' |           |          | Asistencia: 18.329 espectadores Árbitro(s): Lionel Jaffredo | Asistencia: 18.329 espectadores Árbitro(s): Lionel Jaffredo |

| 16 de enero de 2008 | AJ Auxerre     | 1:0 (0:0) | Olympique Marseille | Estadio de l'Abbé-Deschamps, Auxerre                     |                                                          |
|                     | Pedretti 90+1' |           |                     | Asistencia: 13.006 espectadores Árbitro(s): Stéphane Bre | Asistencia: 13.006 espectadores Árbitro(s): Stéphane Bre |

| 16 de enero de 2008 | Paris Saint-Germain                  | 4:0 (1:0) | Valenciennes FC | Parque de los Príncipes, París                                    |                                                                   |
|                     | Pauleta 2' Diané 54', 60' Rothen 67' |           |                 | Asistencia: 18.771 espectadores Árbitro(s): Jean-Charles Cailleux | Asistencia: 18.771 espectadores Árbitro(s): Jean-Charles Cailleux |

#### Semifinales
| 26 de febrero de 2008 | Paris Saint-Germain             | 3:2 (2:0) | AJ Auxerre                      | Parque de los Príncipes, París                          |                                                         |
|                       | Yepes 31' Pauleta 43' Mendy 79' |           | Landreau 75' (ag) Quercia 90+3' | Asistencia: 32.198 espectadores Árbitro(s): Eric Poulat | Asistencia: 32.198 espectadores Árbitro(s): Eric Poulat |

| 27 de febrero de 2008 | Le Mans                                             | 4:5 (2:1, 4:4) | RC Lens                                                                | Stade Léon-Bollée, Le Mans                                 |                                                            |
|                       | Gervinho 22' Yebda 45' Matsui 66' Túlio de Melo 67' |                | Túlio de Melo 36' (ag) Rémy 45+1' Dindane 52' Pelé 64' (ag) Keita 117' | Asistencia: 13.228 espectadores Árbitro(s): Bertrand Layec | Asistencia: 13.228 espectadores Árbitro(s): Bertrand Layec |

#### Final
| 29 de marzo de 2008 | RC Lens      | 1:2 (0:1) | Paris Saint-Germain     | Stade de France, Saint-Denis                                |                                                             |
|                     | Carrière 51' |           | Pauleta 19' Mendy 90+3' | Asistencia: 78.741 espectadores Árbitro(s): Laurent Duhamel | Asistencia: 78.741 espectadores Árbitro(s): Laurent Duhamel |

## Campeón
| Bandera de Isla de Francia                |
| Campeón París Saint-Germain Football Club |
| 3° título                                 |